# الحروب البيزنطية العثمانية
كانت الحروب البيزنطية العثمانية سلسلة من النزاعات الحاسمة بين الأتراك العثمانيين والبيزنطيين، والتي أدّت إلى الدمار الأخير للإمبراطورية البيزنطية وصعود الإمبراطورية العثمانية. في عام 1204 عُزِلت العاصمة البيزنطية القسطنطينية ووقعت تحت الاحتلال خلال الحملة الصليبية الرابعة. وكانت تلك مرحلةً مهمّة من الانشقاق بين الشرق والغرب المسيحيين. تُرِكت الإمبراطورية البيزنطية، التي أضعفها سوء الحكم مسبقًا، في حالةٍ من الانقسام والفوضى.
مستغلّةً هذا الوضع، بدأت سلطنة الروم السلجوقية بالاستيلاء على الأراضي في غرب آسيا الصغرى، إلى حين تمكن الإمبراطورية النيقية من صدّ الأتراك السلاجقة من المناطق المتبقية التي كانت تحت الحكم الروماني. في النهاية، انتزعت الإمبراطورية النيقية من جديد السيطرة على القسطنطينية من الإمبراطورية اللاتينية في عام 1261. ومع ذلك، ظلّ موقف الإمبراطورية البيزنطية في القارة الأوروبية غير حاسمٍ بسبب وجود الممالك المتنافسة في ديسبوتية إيبيروس وصربيا والإمبراطورية البلغارية الثانية. أدى ذلك، بالإضافة إلى انخفاض قوّة سلاجقة الروم (المنافس الرئيسي لبيزنطة في آسيا) إلى سحب قوات من آسيا الصغرى لإحكام سيطرة بيزنطة على تراقيا.
ومع ذلك، فإن إضعاف سلاجقة الروم لم يكن نعمة تنعم بها الإمبراطورية بأي حال من الأحوال، إذ بدأ النبلاء المعروفون باسم الغازين في إنشاء إقطاعياتهم على حساب الإمبراطورية البيزنطية. بينما شارك العديد من البايات الأتراك في غزو الأراضي البيزنطية والسلجوقية، وكانت الأراضي الخاضعة لسيطرة أحد البايات الذي يدعى عثمان الأول تشكل أكبر تهديدٍ على نيقيا والقسطنطينية. في غضون 90 عامًا من تأسيس عثمان الأول للبيليك العثماني، انتهى وجود  آسيا البيزنطية الصغرى، وتلاشى وجود البيزنطيين على يد العثمانيين مع حلول عام 1380. بحلول عام 1400، أصبحت الإمبراطورية البيزنطية، التي كانت في يوم من الأيام إمبراطورية قوية، مجرد مجموعة تتألف من ديسبوتية المورة وبعض جزر بحر إيجة وقطاع أرض في تراقيا يقع في المنطقة المجاورة مباشرة للعاصمة. سمحت حملة نيقوبولس الصليبية في عام 1396، وغزو تيمورلنك في عام 1402، وحملة فارنا الصليبية الأخيرة في عام 1444 للقسطنطينية المُدمّرة بتفادي الهزيمة، إلى حين سقوطها أخيرًا في عام 1453. مع انتهاء الحرب، وطّد العثمانيون سيطرتهم في شرق البحر الأبيض المتوسط.

## صعود العثمانيين (1265-1328)
في أعقاب استعادة الإمبراطور ميخائيل الثامن باليولوج للقسطنطينية في عام 1261، بات موقع الإمبراطورية البيزنطية خطيرًا. كان هناك الكثير من الحديث بين الأراضي اليونانية للولايات اللاتينية ومناطق أخرى حول استعادة الإمبراطورية اللاتينية للقسطنطينية، بينما كان التهديد الرئيسي في الشمال يتمثّل في التوسع الصربي بقيادة الملك ستيفان أوروش الأول في البلقان.
ما كان ذات يوم حدودًا حصينة في عهد سلالة الكومنينيين على ضفاف نهر الدانوب، أصبح يشكل خطرًا على القسطنطينية نفسها. لحلّ هذه المشكلات، بدأ ميخائيل  باليولوج في توطيد حكمه؛ أصيب إمبراطوره الشريك الأصغر سنًا يوحنا الرابع لاسكاريس، ما أدى إلى الكثير من السخط. ولمواجهة ذلك، نصَّب الإمبراطور البيزنطي بطريركًا جديدًا للقسطنطينية يدعى جيرمانوس الثالث، وأمره برفع الحرمان الكنسي الذي رفعه ضده البطريرك السابق أرسينيوس أوتوريانوس، والمثول لسلطة روما من أجل تهدئة التهديد اللاتيني. مع استمرار الإمبراطورية البيزنطية في غزو الأراضي اللاتينية، بدأ الأتراك تحت حكم ارطغرل والد عثمان الأول غاراتهم على الأناضول البيزنطية؛ وأُحكِمت السيطرة على مدينتي سوغوت وإسكيشهر في عامي 1265 و 1289 على الترتيب. لم يتمكن ميخائيل باليولوج من التعامل مع هذه النكسات المبكرة بسبب الحاجة إلى نقل القوات إلى الغرب. في عام 1282، توفي ميخائيل باليولوج وتولّى ابنه أندرونيكوس الثاني السلطة. كانت وفاة الإمبراطور البيزنطي القديم بمثابة ارتياح للمجتمع ككل. فسياسته المتمثلة في الاسترضاء اللاتيني للكنيسة في روما وفرض الضرائب الباهظة والإنفاق العسكري عبئًا ثقيلًا على كاهل الناس. عندما بدأ الأتراك العثمانيون في الاستيلاء على الأراضي من الإمبراطورية، كان ينظر إليهم كمحررين للأناضول، وسرعان ما تحوّل الكثيرون إلى الإسلام، ما قوّض قاعدة السلطة البيزنطية الأرثوذكسية.
اتّسم حكم أندرونيكوس بالضعف واتخاذ قرارات قصيرة النظر كان من شأنها تدمير الإمبراطورية البيزنطية على المدى البعيد إلى غير رجعة. بدأ في خفض قيمة عملة الهايبربرون البيزنطي، ما أدى إلى انخفاض قيمة الاقتصاد البيزنطي. وخُفِّضت الضرائب للنافذين، أي للذوات الأرستقراطيين، وبدلًا من ذلك فُرٍضت على طبقة الفرسان البرونويا. وليضفي الشعبية على حكمه، تبرّأ من اتحاد الكنائس الأرثوذكسية والكاثوليكية الذي أصدره مجلس ليون الثاني عام 1274، ما أدى إلى تفاقم الأعمال العدائية بين اللاتينيين والبيزنطيين. أبدى أندرونيكوس الثاني اهتمامًا كبيرًا في الحفاظ على أراضي الأناضول في بيزنطة وأمر ببناء الحصون في آسيا الصغرى وتدريب مكثف للجيش. أمر الإمبراطور البيزنطي بنقل بلاطه إلى الأناضول للإشراف على الحملات هناك، وأمر الجنرال أليكسيوس فيلانثروبينوس بدحر الأتراك. أصبحت النجاحات المبكرة عديمة الفائدة عندما نظّم ألكسيوس انقلابًا فاشلًا، ما أدّى إلى تعميته ونهاية حملاته. أتاح ذلك للعثمانيين فرض الحصار على نيقية في عام 1301. 
وحلّت هزيمةٌ أخرى على ابن أندرونيكوس الذي يدعى ميخائيل التاسع باليولوج والجنرال البيزنطي جورج موزالون في معركتي ماغنيسيا وبافيوس في 1302. على الرغم من ذلك، حاول أندرونيكوس مرة أخرى توجيه ضربة حاسمة إلى الأتراك، ليستأجر هذه المرة مرتزقة كاتالونية. بتوجيه من ميخائيل التاسع باليولوج وقيادة روجير دي فلور، تمكن فوج الكاتالونيين الذي يبلغ قوامه 6500 فردًا من دحر الأتراك في  المعارك التي جرت في ربيع وصيف عام 1303 . أجبر هجوم المرتزقة على الأتراك إلى دحرهم مرّةً أخرى من فيلادلفيا (آلاشهر) إلى كيزيكوس، ما تسبّب في دمارٍ كبير في إقليم الأناضولي. أُحبِطت هذه المكاسب نتيجةً لمشاكل داخلية مرّةً أخرى. اغتِيل روجير دي فلور، وبدأ فوجه بممارسة أعمال نهبٍ في ريف الأناضول انتقامًا لاغتياله. عندما غادروا أخيرًا في عام 1307 لمهاجمة تراقية البيزنطية، رحّب السكان المحليون بالعثمانيين الذين شرعوا مرّةً أخرى بمحاصرة الحصون الرئيسية في آسيا الصغرى. تمكن العثمانيون من مواصلة نجاحهم العسكري نتيجةً إلى الانقسامات العديدة الحاصلة في صفوف خصومهم. رأت العديد من الطبقات الفلاحية في الأناضول أن العثمانيين هم السيد الأفضل.
بعد هذه الهزائم، لم يكن أندرونيكوس في وضعٍ يسمح له بإرسال قوّات كبيرة. في عام 1320، حُرِم حفيد أندرونيكوس الثاني، أندرونيكوس الثالث، من الميراث بعد موت والده، ميخائيل التاسع، ابن الإمبراطور وولي العهد. في العام التالي، ردَّ أندرونيكوس الثالث بالانتقام من خلال الزحف إلى القسطنطينية ومُنِحَ تراقية كميراثٍ له. استمر في الضغط بهدف الحصول على ميراثه، وأصبح إمبراطورًا مشاركًا في عام 1322. وبلغ هذا الضغط ذروته في اندلاع الحرب الأهلية البيزنطية بين عامي 1321 و1332، حيث ساندت صربيا أندرونيكوس الثاني وأيّد البلغاريون حفيده. في النهاية، خرج أندرونيكوس الثالث من الحرب منتصراً في 23 مايو 1328. وفي الوقت الذي أحكم أندرونيكوس الثالث قبضته على بيزنطة، نجح العثمانيون في الاستيلاء على بورصة من البيزنطيين في عام 1326.

## مواجهة بيزنطة (1328-1341)
كان من المفترض أن يشهد عهد أندرونيكوس الثالث المحاولة الحقيقية والواعدة الأخيرة لبيزنطة لاستعادة «المجد الذي كانت روما تبلغه في يومٍ من الأيام». في عام 1329، أُرسِلت القوات البيزنطية في مواجهة القوات العثمانية التي كانت تحاصر نيقية منذ عام 1301. الهجمات المضادة البيزنطية إلى جانب حجم دفاعات نيقية أحبطت محاولات العثمانيين للسيطرة على أي من المدن. حُسِم مصير نيقية عندما هزم جيش الإغاثة البيزنطي في معركة بيليكانون في 10 يونيو 1329. في عام 1331، استسلمت نيقية، وكانت ضربةً قوية، لأنها كانت عاصمة الإمبراطورية قبل 70 عامًا.
مرّةً أخرى، نفدت القوّة العسكرية البيزنطية واضطر أندرونيكوس الثالث إلى اللجوء للدبلوماسية كما فعل جده معه، مقابل ضمان سلامة المستوطنات البيزنطية المتبقية في آسيا الصغرى ودفع الجزية للعثمانيين. لسوء حظ الإمبراطورية البيزنطية، فإن هذا لم يمنع العثمانيين من فرض الحصار على نيقوميديا عام 1333، لتسقط المدينة أخيرًا عام 1337.
على الرغم من هذه النكسات، تمكن أندرونيكوس الثالث من تحقيق بعض النجاحات ضد خصومه في اليونان وآسيا الصغرى؛ إذ تمكن من إخضاع إبيروس وسلانيك. في عام 1329، استولى البيزنطيون على جزيرة خيوس، وأمّنوا لسبوس في عام 1335. ومع ذلك، كانت هذه الجزر المعزولة التي بسط البيزنطيون سيطرتهم عليها استثناءات منعزلة عن الاتجاه العام لتزايد الغزوات العثمانية. علاوةً على ذلك، لم تكن أي من الجزر جزءًا من المجال العثماني، ويشير احتلالهم بوضوح إلى القوّة التي امتكها البيزنطيون في عهد أندرونيكوس الثالث. كان من شأن التوسعات الصربية إضعاف القدرة العسكرية البيزنطية في عمليات الاستحواذ الأخيرة التي قادها أندرونيكوس الثالث (إبيروس)، وأخيرًا، من خلال حرب أهليةٍ مدمّرة أخضعت الإمبراطورية البيزنطية باعتبارها تابعة للعثمانيين.